# بوكا جونيورز (كرة سلة)
بوكا جونيورز (بالإسبانية: Club Atlético Boca Juniors)‏ هو فريق كرة سلة أرجنتيني تأسس في 1929 يقع مقره في بوينس آيرس. يلعب في دوري كرة السلة الوطني الأرجنتيني.

## الإنجازات
- دوري كرة السلة الوطني الأرجنتيني (3): 1996-97، 2003–04، 2006–07

## وصلات خارجية
- الموقع الرسمي